# كوادرة (عشر ستاق)
کوادرة (بالفارسية: کوادره) هي قرية تقع في إيران في قسم عشر ستاق الريفي. يقدر عدد سكانها بـ 72 نسمة بحسب إحصاء 2016.